# مونماوت
latitudeمونماوتlongitudeمونماوت
مون ماوت (به انگلیسی: Monmouth) یک شهرک در بریتانیا است که در مونماوتشایر واقع شده‌است.
مون ماوت یک شهرستان سنتی در مونماوتشایر ولز است؛ و رودخانه مونو در این شهرستان واقع شده است.

## خصوصیات
مون ماوت ۱۰٬۵۰۸ نفر جمعیت دارد.
این شهرستان در عرض ۲ مایلی (۳٫۲ کیلومتر) از مرز با انگلستان است؛ و ۱۲۷ مایلی (۲۰۴ کیلومتر) غرب لندن است.
با توجه به سرشماری سال ۲۰۰۱، جمعیت آن ۸۸۷۷ نفر بود، و در سرشماری سال ۲۰۱۱ به ۱۰۵۰۸ نفر افزایش یافت.

## تاریخچه
طبق کاوش و حفاری‌های انجام شده توسط انجمن باستان‌شناسی مون ماوت اطلاعات زیادی در مورد تاریخ اولیه این شهر کشف شده است. در واقع، شورای باستان‌شناسی بریتانیا مون ماوت را به عنوان یکی از ده شهر برتر در بریتانیا برای باستان‌شناسی تعیین کرده است.

## خواهرخوانده
شهرهای کربن و والدبرون خواهرخوانده‌های مون ماوت هستند.

## نگارخانه

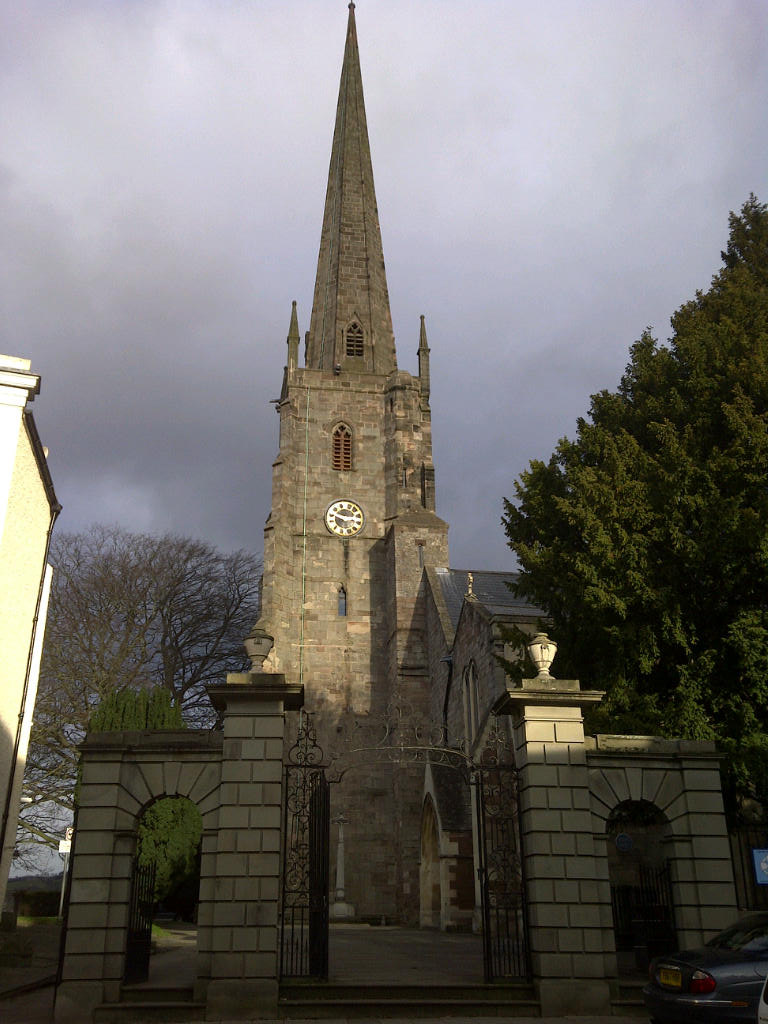
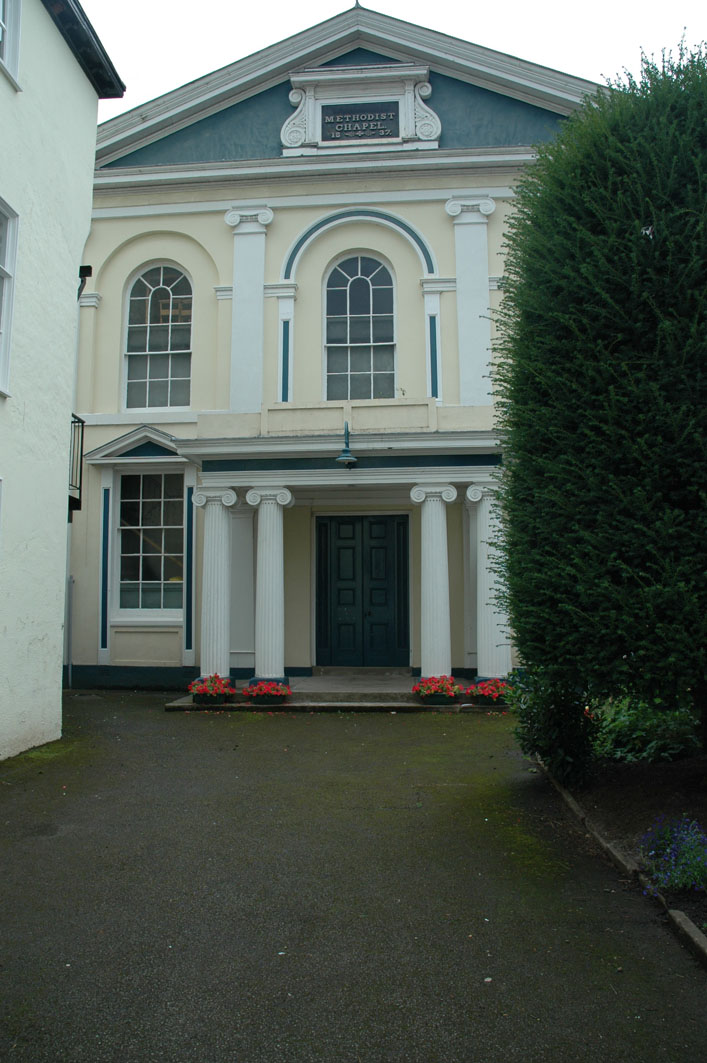
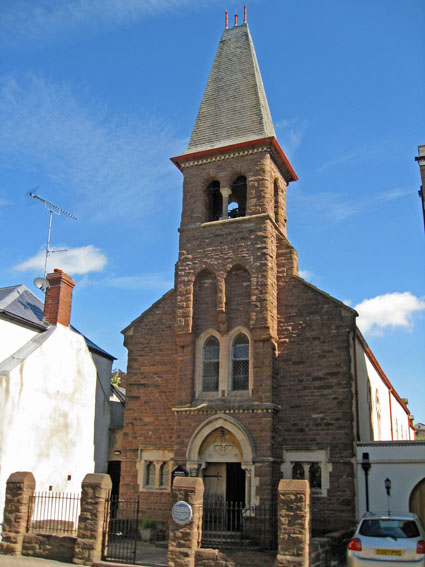
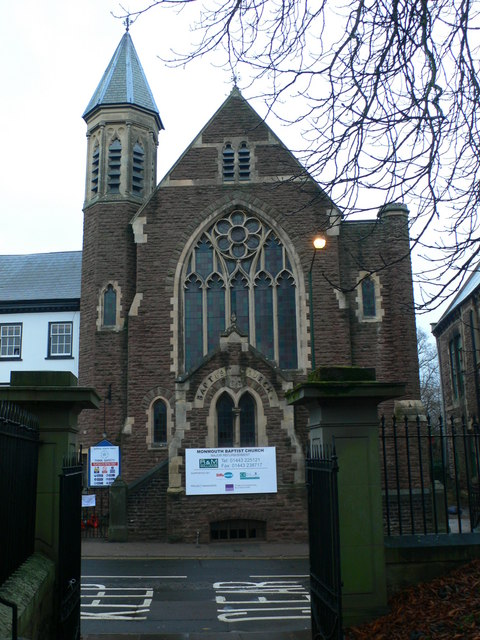
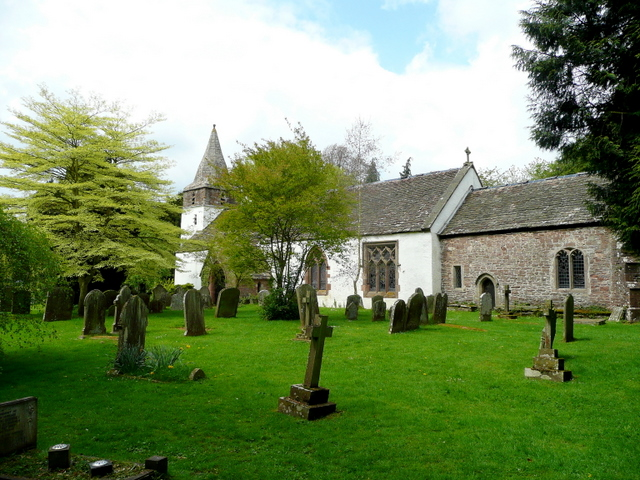
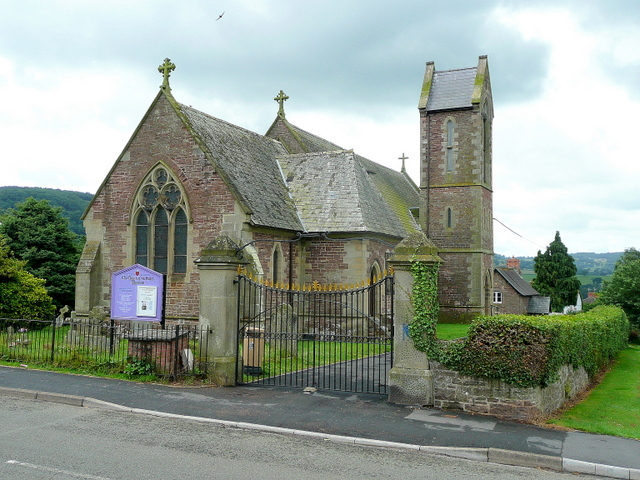